# Mariana Cox Méndez
Mariana Cox Méndez -conocida como Mariana Cox de Stuven o por sus seudónimos literarios Shade y Oliver Brand (Punta Arenas, 1871 - París, 8 de septiembre de 1914) fue una escritora feminista, ensayista y novelista chilena.
Incursionó en la novela y cuento; además, colaboró en los periódicos El Mercurio, La Unión y en La Nación. Fue la primera escritora chilena en llevar su oficio a la profesionalidad, recibiendo remuneración por su trabajo. Fue condenada y criticada por la sociedad de principios del siglo XX debido al trabajo que realizó en tales medios de comunicación, e inclusive, se llegó a publicar un texto difamatorio en su contra: La Cachetona (1913), una novela sensacionalista que Tomás García Martínez (1883-1943) publicó luego que ella viajara a Europa para tratar una enfermedad al corazón que padecía, en la que no sólo la desacreditó, sino que además, amplió su crítica hacia otras mujeres que trataban de desafiar a la conservadora sociedad chilena.
Falleció el 8 de septiembre de 1914 en París. Durante ese mismo mes, se publicaron diversos artículos en elogio y defensa de su obra en revistas como Zig-Zag y Pacífico Magazine. En 1915, Alone publicó la novela “La sombra inquieta”, que publicó con el fin de limpiar la memoria de Cox.
Para algunos autores, su trabajo se puede enmarcar dentro del denominado feminismo aristocrático, entre las que también se encuentran otras escritoras como Inés Echeverría Bello, María Mercedes Vial, Teresa Wilms Montt, María Luisa Fernández de García Huidobro y Ximena Morla Lynch, entre varias otras.

## Obras
- Un remordimiento: (recuerdos de juventud) (novela corta, Santiago: Impr., Lit. y Encuadernación Barcelona, 1909).
- La vida íntima de Marie Goetz (novela, Santiago: Impr., Litogr. y Encuadernación Barcelona, 1909).